# Liste der Pfarren im Stadtdekanat 6/7 (Erzdiözese Wien)
Das Stadtdekanat 6/7 ist ein Dekanat im Vikariat Wien Stadt der römisch-katholischen Erzdiözese Wien.
Es umfasst sieben Pfarren im 6. Wiener Gemeindebezirk Mariahilf und 7. Wiener Gemeindebezirk Neubau mit rund 27.000 Katholiken. Von den Pfarrkirchen befinden sich vier in Neubau und drei in Mariahilf.

## Pfarren mit Kirchengebäuden und Kapellen
- Ink. … Inkorporation

| Pfarrverband | Pfarre                     | Ink.                | Seit | Patrozinium            | Kirchengebäude und Kapellen |                                    |
|              | Altlerchenfeld             |                     | 1783 | Hl. Sieben Zufluchten  | Pfarrkirche: Altlerchenfelder Pfarrkirche | Altlerchenfelder Pfarrkirche       |
|              | Gumpendorf                 | Eucharistiner (SSS) | 1239 | St. Ägyd               | Pfarrkirche: Ägidiuskirche Gumpendorf Kapelle im Krankenhaus der barmherzigen Schwestern, Vinzenzkapelle im Caritas Vinzenzhaus, Kapelle im Altenheim St. Katharina, Kapelle im Malteser Haus Malta, Kapelle im Mutterhaus der barmherzigen Schwestern Gumpendorf | Ägidiuskirche Gumpendorf           |
| Mariahilf    | Mariahilf                  | Michaeliten (CSMA)  | 1783 | Mariahilf              | Pfarrkirche: Mariahilfer Kirche | Mariahilfer Kirche                 |
| Mariahilf    | St. Josef ob der Laimgrube | Michaeliten (CSMA)  | 1783 | St. Josef              | Pfarrkirche: Laimgrubenkirche Stiftskirche, Kapelle im Kolpinghaus Wien-Mariahilf |                                    |
|              | Schottenfeld               | Schottenstift (OSB) | 1786 | St. Laurenz            | Pfarrkirche: St. Laurenz am Schottenfeld | Kirche St. Laurenz am Schottenfeld |
|              | St. Ulrich                 | Schottenstift (OSB) | 1589 | Maria Trost            | Pfarrkirche: Pfarrkirche St. Ulrich Maria-Hilf-Kapelle, Mechitaristenkirche Maria Schutz, Kapelle im Studentenheim der Akademikerhilfe | Pfarrkirche St. Ulrich             |
|              | Unbefleckte Empfängnis     | Lazaristen (CM)     | 1939 | Unbefleckte Empfängnis | Pfarrkirche: Lazaristenkirche Kirche zum göttlichen Heiland | Lazaristenkirche                   |

### Diözesaner Entwicklungsprozess
Am 29. November 2015 wurden für alle Pfarren der Erzdiözese Wien Entwicklungsräume definiert. Die Pfarren sollen in den Entwicklungsräumen stärker zusammenarbeiten, Pfarrverbände oder Seelsorgeräume bilden. Am Ende des Prozesses sollen aus den Entwicklungsräumen neue Pfarren entstehen. Das Stadtdekanat 6/7 bildet einen Entwicklungsraum mit zwei Subeinheiten:
- Subeinheit 1: Gumpendorf, Mariahilf und St. Josef ob der Laimgrube
- Subeinheit 2: Altlerchenfeld, Schottenfeld, St. Ulrich und Unbefleckte Empfängnis

## Dechanten
- seit 2025 Andrzej Kunkel CSMA[3]